# ラビット関
ラビット関（らびっとせき、1977年1月5日 - ）は、日本のキックボクサー。東京都出身。身長170cm。現役時代山木ジム所属。現在はラビットジム会長
第7代MA日本キックボクシング連盟バンタム級王者、初代MA日本キックボクシング連盟スーパーバンタム級王者、コンバット2000・55Kg級王者

## 経歴
1998年、土屋ジョーに3度ダウンを奪われ判定負け。2000年、土屋ジョーに判定勝ちしコンバット2000・55kgトーナメントで優勝。
土屋ジョーと激戦を繰り広げ、一度は引退させた。
2002年3月、１階級上のキングコンバット2002・60kgトーナメントで、決勝で花戸忍に判定負けし準優勝。
2003年3月、藤原あらしにＫＯ負け。2004年3月、山本元気にＫＯ負け。2004年8月、前田尚紀にＫＯ負け。

## 人物
座右の銘は【道を切り開くのは自信と勇気だ】
尊敬する人は落合博満、ロバート・キヨサキ

## 獲得タイトル
MA日本キックボクシング連盟・第7代バンタム級王者
MA日本キックボクシング連盟・初代スーパーバンタム級王者
コンバット2000・Kg級王者